# 니콜 데허프
니콜 더허프(Nicole DeHuff, 1975년 1월 6일 ~ 2005년 2월 16일)는 미국의 배우이다.
로스앤젤레스에서 사망하였다. 사인은 폐렴이다.

## 출연 작품

### 영화
- 미트 페어런츠 (2000) - 데버라 번스 역
- 서스펙트 제로 (2004)

### 텔레비전
- CSI: 마이애미 (2001)
- The Court (2002)